# Yèvre-la-Ville
 Yèvre-la-Ville  es una población y comuna francesa, en la región de Centro, departamento de Loiret, en el distrito de Pithiviers y cantón de Pithiviers.

## Demografía
| 714 | 652 | 613 | 637 | 698 | 703 |
| Para los censos de 1962 a 1999 la población legal corresponde a la población sin duplicidades (Fuente: INSEE [Consultar]) |     |     |     |     |     |

Incluye la commune associée de Yèvre-le-Châtel (237 habitantes en 1999). Hasta 1973 eran comunas independientes.